# Cephalolejeunea parvilobula
Cephalolejeunea parvilobula là một loài Rêu trong họ Lejeuneaceae. Loài này được Mizut. mô tả khoa học đầu tiên năm 1979.